# Munjul (Munjul)
Munjul is een bestuurslaag in het regentschap Pandeglang van de provincie Banten, Indonesië. Munjul telt 2456 inwoners (volkstelling 2010).